# Cripta do Capitólio dos Estados Unidos

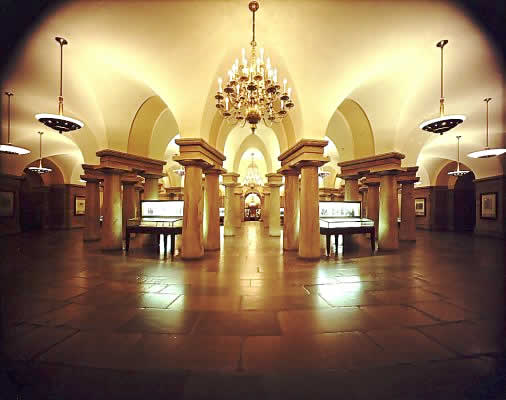
Cripta do Capitólio dos Estados Unidos, foto tirada com vista para o leste

A cripta do Capitólio dos Estados Unidos é a grande sala circular preenchida com quarenta colunas dóricas neoclássicas diretamente abaixo da rotunda do Capitólio. Foi construída originalmente para dar suporte à rotunda, bem como oferecer uma entrada para a Tumba de Washington. Atualmente, serve como um museu e um repositório para treze estátuas da Coleção do National Statuary Hall.

## Origem e construção
A cripta originou-se com os projetos iniciais elaborados para o Capitólio dos Estados Unidos por William Thornton, que exigiam que uma rotunda fosse colocada entre as duas alas do edifício. A sala abaixo da rotunda era, portanto, necessária para suportar o grande espaço acima dela. No entanto, a construção não começou na parte central do Capitólio, onde a rotunda e a sala abaixo dela estavam localizadas, até depois da Guerra Anglo-Americana de 1812.
A construção do próprio Capitólio começou em 1793, quando o primeiro Presidente dos Estados Unidos, George Washington, colocou a pedra fundamental da ala norte do edifício. Após a morte de Washington em 1799, os projetistas do Capitólio foram até Martha Washington e solicitaram permissão para construir um túmulo para seu marido no Capitólio. Ela concordou com esse pedido e planos foram feitos para construir o túmulo sob o piso que sustentava a rotunda. Esta área foi designada como cripta, pois serviria como entrada para o túmulo.[carece de fontes?]

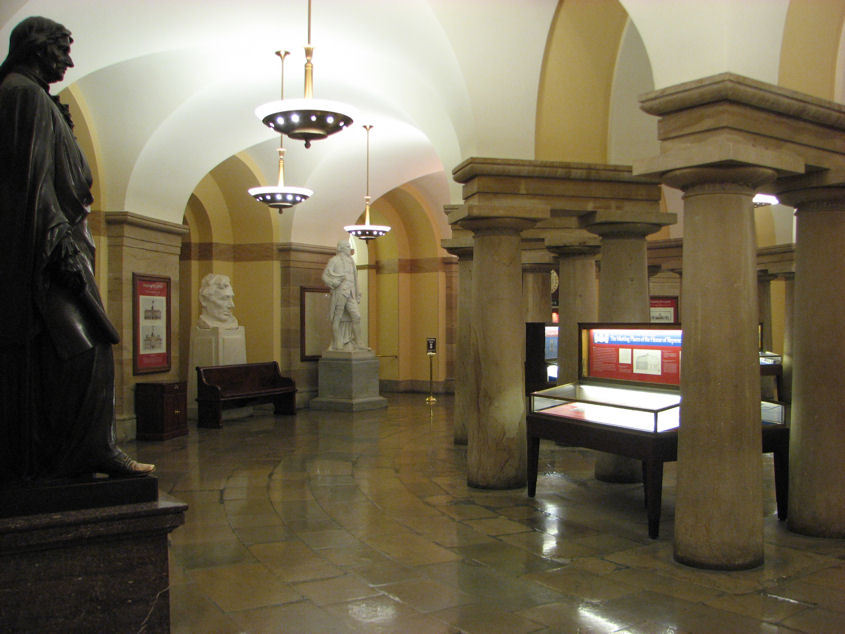
A cripta em 2007, com vista para o sudoeste a partir da entrada sul.

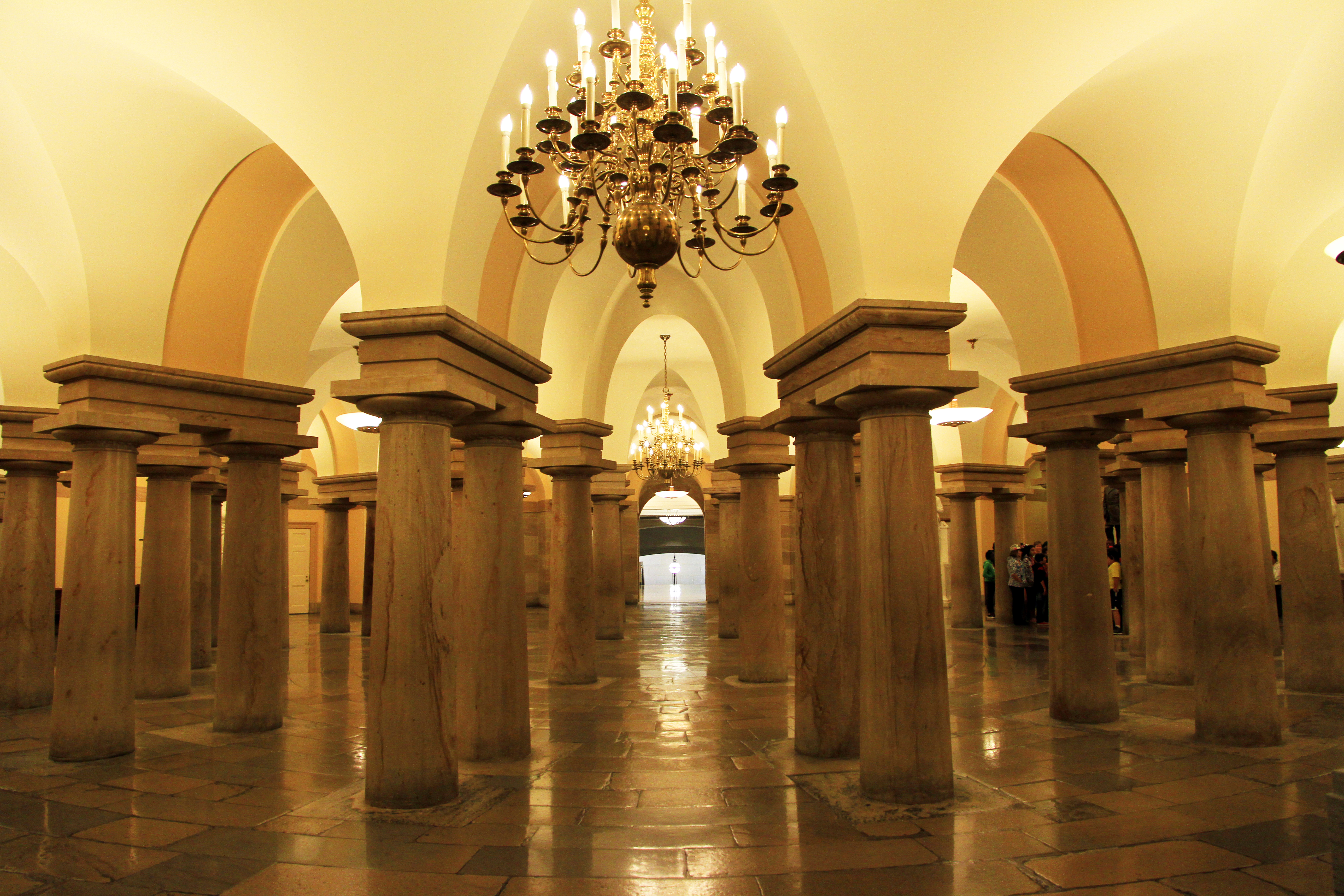
Cripta do Capitólio

Atrasos prejudicaram os esforços de construção dos construtores do Capitólio, notavelmente a interrupção pela Guerra de 1812, quando toda a construção foi interrompida. Em agosto de 1814, os britânicos capturaram a cidade de Washington e incendiaram o Capitólio, quase destruindo o edifício inteiro. Assim, quando a construção recomeçou após o fim da guerra em 1815, foi inicialmente para reconstruir o que havia sido perdido no incêndio.
A seção central do Capitólio, que compreende a rotunda e a cripta, não foi concluída até 1827, sob a supervisão do Arquiteto do Capitólio Charles Bulfinch. No entanto, os planos de reenterrar Washington no Capitólio fracassaram quando foram feitas tentativas de resgatar seu corpo de Mount Vernon, a casa do presidente, devido às restrições da vontade de Washington e à recusa do então proprietário da plantação, John Washington.
Uma bússola de mármore foi colocada no chão da câmara para marcar o ponto onde os quatro quadrantes do Distrito de Colúmbia se encontram.

## Uso
No final do século XIX e no início do século XX, a cripta era usada para estacionamento de bicicletas.
Hoje, a cripta serve como a principal via de acesso do andar térreo do Capitólio e é uma parada para todos os passeios pelo Capitólio oferecidos pelo Centro de Visitantes do Capitólio. A cripta também contém a Caixa da Magna Carta, um estojo de ouro que continha uma das cópias da Magna Carta quando foi emprestada aos Estados Unidos para a celebração do Bicentenário.
Há 12 (anteriormente 13) estátuas na Coleção do National Statuary Hall, representando os 13 estados originais, localizadas na cripta. Elas são:
- Samuel Adams de Massachusetts, mármore, por Anne Whitney em 1876.
- Billy Graham da Carolina do Norte, bronze, por Chas Fagan em 2024.
- John C. Calhoun da Carolina do Sul, mármore, por Frederick Ruckstull em 1910.
- Charles Carroll de Maryland, bronze, por Richard E. Brooks em 1903.
- Nathanael Greene de Rhode Island, mármore, por Henry Kirke Brown em 1870.
- Robert R. Livingston de Nova Iorque, bronze, por Erastus Dow Palmer em 1875.
- Crawford Long da Geórgia, mármore, por J. Massey Rhind em 1926.
- Peter Muhlenberg da Pensilvânia, mármore, por Blanche Nevin em 1889.
- Caesar Rodney de Delaware, mármore, por Bryant Baker em 1934.
- Roger Sherman de Connecticut, mármore, por Chauncey Ives em 1872.
- John Stark de Nova Hampshire, mármore, por Carl Conrads em 1894.
- Richard Stockton de Nova Jérsei, mármore, por Henry Kirke Brown em 1888.

A estátua de bronze do general confederado Robert E. Lee da Virgínia (por Edward V. Valentine, 1934) foi removida em 21 de dezembro de 2020. Está planejado que seja substituída por uma estátua da ativista dos direitos civis Barbara Rose Johns. A estátua de Charles Brantley Aycock da Carolina do Norte foi substituída pela estátua de Billy Graham.